# 치타두칼레
치타두칼레(이탈리아어: Cittaducale)는 이탈리아 라치오주 리에티도에 위치한 코무네다. 로마로부터 북동쪽 70km, 리에티로부터 남동쪽 7km 거리에 있다.